# Kniajpogost
Kniajpogost (en rus: Княжпогост) és un poble de la República de Komi, a Rússia, segons el cens del 2010 tenia 114 habitants.